# Noviercas
Noviercas – gmina w Hiszpanii, w prowincji Soria, w Kastylii i León, o powierzchni 91,56 km². W 2011 roku gmina liczyła 180 mieszkańców.